# Iki – Die Handwerker und Händler von Edo
Iki – Die Handwerker und Händler von Edo, kurz Iki, ist ein Brettspiel des japanischen Spieleautors Koota Yamada aus dem Jahr 2022. Es basiert auf dem von ihm entwickelten Spiel Edo Craftsman Story aus dem Jahr 2014, das bei seinem eigenen Spieleverlag イマジンゲームズ (imagine GAMES) erschien. In Deutschland erschien eine Version 2022 bei Giant Roc. Das Spiel ist thematisch im Japan der Edo-Zeit angesiedelt und spielt auf dem Markt des Stadtbezirks Nihonbashi, auf dem die Spieler mit den zahlreichen verschiedenen Händlern und Handwerkern versuchen, möglichst viel Wohlstand und Glück zu erwerben.
Das Spiel wurde 2022 für das französische Spiel des Jahres (As d’Or – Jeu de l’Année) nominiert. Im Mai 2023 wurde es zudem neben Challengers! und Planet Unknown zum deutschen Kennerspiel des Jahres nominiert.

## Hintergrund und Spielmaterial
Iki ist ein Brettspiel, bei dem die Mitspieler jeweils versuchen, durch Händler, Handwerker und Bauwerke möglichst viele Punkte zu erzielen. Es ist thematisch auf dem Markt des Stadtviertels Nihonbashi der Stadt Edo (heute Tokio) während der Edo-Zeit angesiedelt und spielt in einem Marktviertel, in dem die Spieler in der Rolle eines Edokko, eines Bewohners Edos, ihre Händler einsetzen und Gebäude bauen.
Das Spielmaterial besteht neben der Spielanleitung aus:
- einem zweiseitigen Spielplan,
- vier zweiseitige Spielertableaus (Edokko-Tableaus),
- 60 Händlerkarten, davon vier Starthändler und je 14 Karten pro Jahreszeit,
- 10 Gebäudekarten,
- einem Monatsanzeiger,
- 20 Ressoursensteinen Holz,
- 30 Ressoursensteinen Reissäcke (Komedawara),
- 60 Bonusplättchen mit Biomasse,
- vier Oyakata-Figuren in vier Spielerfarben,
- vier Ikizama-Figuren in vier Spielerfarben,
- 16 Kobun-Figuren in vier Spielerfarben,
- vier Wertungsscheiben in vier Spielerfarben,
- vier Brandwehrscheiben in vier Spielerfarben,
- 36 Münzen à 1 Mon und 20 Münzen à 4 Mon,
- 28 Sandalenplättchen,
- 12 Kobanmünzen,
- acht Fischplättchen,
- acht Tabakspfeifen-Plättchen,
- acht Tabaksbeutel-Plättchen,
- fünf Sonderplättchen,
- vier Wertungsplättchen für 30/60 Iki,
- vier Feuerplättchen,
- 12 Sperrplättchen (für das Spiel mit zwei Spielern),
- je einem Sonnen- und einem Mondplättchen (für das Spiel mit zwei Spielern) und
- einem Wertungsblock.

## Spielweise

### Spielvorbereitung
Zur Vorbereitung des Spiels wird das Spielfeld in der Tischmitte platziert, wobei die Anzahl der Spieler (2 bzw. 3–4) die Spielfeldseite vorgibt. Der Monatsanzeiger kommt auf Feld 1 des Kalenders am oberen Spielplanrand. Die 30/60-Iki-Plättchen kommen an das Ende der Wertungsleiste und die Feuerplättchen werden gemischt und an den unteren Rand neben die Brandwehrleiste gelegt. Die Fisch-, Tabaksbeutel- und Tabakspfeifen-Plättchen werden nach Jahreszeiten getrennt, danach kommen die Frühlingsplättchen auf die entsprechenden Felder des Marktplatzes und die übrigen auf die entsprechenden Felder der Kalenderleiste. Die Gebäudekarten werden gemischt und sechs der Karten werden offen neben dem Spielplan ausgelegt. Sämtliche Münzen und anderen Ressourcen kommen ebenfalls neben den Spielplan. Die Händlerkarten werden nach Jahreszeit sortiert, diese dann jeweils gemischt und in vier verdeckten Stapeln oberhalb des Spielplans platziert.
Jeder Spieler bekommt ein Edokko-Tableau sowie jeweils eine Oyakama-, eine Ikizama- und vier Kobun-Figuren. Zudem erhält jeder eine Wertungsscheibe und eine Brandwehrscheibe, die auf den entsprechenden Wertungsleisten platziert werden; über die Brandwehrscheiben wird dabei die Spielerreihenfolge bestimmt. Die Oyakama-Figur kommt auf das nördliche Ende des Marktplatzes. Als Startkapital erhält jeder Spieler ein Sandalenplättchen, einmal Reis und Münzen im Wert von 8 Mon. Die vier Start-Händlerkarten kommen unter das Spielfeld und entgegen der durch die Brandwehrscheiben vorgegebene Spielerreihenfolge wählt jeder einen Händler aus und platziert sie in einer beliebigen Ecke des Marktplatzes. Auf das unterste Feld jeder Händlerkarte kommt eine Kobun-Figur.

### Spielregeln
Das Spiel verläuft über insgesamt 13 Runden, die den 12 Monaten und einer Endrunde entsprechen. Jede Runde besteht aus drei Phasen, die nacheinander gespielt werden:
- In der Ikizama-Phase werden die Ikizama-Figuren in Spielerreihenfolge auf der Ikizama-Leiste auf dem Spielbrett platziert,
- in der Aktionsphase werden Händler angeworben oder Geld verdient sowie die Oyakata-Figur bewegt, um Geschäfte im Viertel zu tätigen. Danach werden die Ikizama-Figuren zurückgenommen,
- in der Ereignisphase kommt es abhängig vom jeweiligen Monat zu Auszahlungen und Bränden.

Die Spielerreihenfolge wird über die Brandwehrscheiben vorgegeben. Der Spieler, der mit seiner Brandscheibe am weitesten fortgeschritten ist, beginnt jeweils die Runde und platziert als erster seinen Ikizama auf der Ikizama-Leiste. Durch die Wahl wird bestimmt, wie viele Schritte der Spieler in der nächsten Phase vorgehen darf und in welcher Spielerreihenfolge die Aktionen der Aktionsphase stattfinden.
Sobald alle Spieler ihren Ikizama platziert haben, beginnt der erste Spieler seine Aktionsphase und wählt, ob er einen Händler anwerben oder vier Mon als Einkommen erhalten möchte. Diese Aktion können alle Spieler wählen mit Ausnahme von dem, der auf dem ersten Feld (1–4) steht. Wählt der Spieler das Einkommen, bekommt er 4 Mon und zieht danach seinen Oyakata entsprechend der gewählten Schrittzahl vorwärts. Wählt der Spieler die Aktion Anwerben, kann er einen Händlerkarte vom Arbeitsmarkt nehmen und zahlt dafür das notwendige Handgeld aus, danach platziert er diesen auf eine freie Ladenfläche und platziert einen Kobun auf der Karte. Fallen durch die Position des Ladens weitere Kosten an, muss der Spieler diese ebenfalls bezahlen.
Im zweiten Teil der Aktionsphase bewegt der Spieler seinen Oyakata entsprechend der Anzahl der Schritte der Ikizama-Leiste entlang der Hauptstraße über den Markt vorwärts; durch den Einsatz von Sandalen darf er sich zudem jeweils einen weiteren Schritt bewegen. Kommt der Oyakata bei seinem Rundgang an einem entsprechend gekennzeichneten Feld vorbei, gewinnen alle seine auf Händlern eingesetzten Kobun eine Erfahrungsstufe und steigen entsprechend ein Feld auf den Karten auf. An dem Feld auf dem Markt, an dem sein Zug endet, darf der Oyakata nun Geschäfte tätigen, indem er die Funktion eines der anliegenden  Händler nutzt. Dabei kann er unter anderem Reis, Holz, Sandalen, Fische oder Tabaksbeutel und -pfeifen kaufen, seine Brandwehr erhöhen, Geld und Gold bekommen oder auch Häuser bauen. Handelt es sich bei dem Händler um die Karte eines anderen Mitspielers, gewinnt dessen Kobun eine Erfahrungsstufe. Wenn der Kobun bei einem Händler die oberste Position erreicht, wird dieser zusammen mit seinem Kobun vom Spielfeld genommen und kommt zum Spieler zurück; dort wird er unter das Spielertableau geschoben und generiert später Einkommen.
Nachdem der Spieler seinen Oyakata gezogen und seine Händleraktion beendet hat, beendet er seinen Zug und nimmt seinen Ikizama  zurück. Danach ist der nächste Spieler an der Reihe. Nachdem alle Spieler ihre Aktionsphase beendet haben, kommt es zu Ereignisphase. In den meisten Monaten gibt es kein spezielles Ereignis und die Runde wird beendet, indem auf alle noch ausliegenden Händler auf dem Arbeitsmarkt je eine Münze gelegt wird, die derjenige, der diesen in einer späteren Aktion anwirbt, bekommt. Nach den Monaten 3, 6 und 9 kommt es jeweils zum Jahreszeitenwechsel, bei dem alle verbliebenen Fische, Tabaksbeutel und -pfeifen ausgetauscht werden. Zudem werden alle noch ausliegenden Händlerkarten vom Arbeitsmarkt entfernt und durch neue ersetzt. Bei jedem Jahreszeitenwechsel erfolgt zudem eine Zwischenwertung durch einen Zahltag. Dabei bekommen die Spieler von allen aktiven Händler ihren Erlös entsprechend der Position des Kobun und von allen in Rente befindlichen Händlern den entsprechend angegebenen Erlös. Anschließend werden die Stände anhand ihrer Position ausgewertet und erbringen Iki, das auf der Iki-Leiste verzeichnet wird. Zuletzt müssen alle aktiven Händler jeweils mit einem Reissack entlohnt werden; hat ein Spieler zu wenig Reis, verlassen die Händler ihre Stände. Ein weiteres Ereignis sind Feuer, die nach der 5., 8. und 11. Runde mit steigender Stärke ausbrechen. Sie breiten sich jeweils in einem Stadtviertel aus und können von den dort angesiedelten Händlern anhand der Brandwehrstärke ihrer Besitzer gelöscht werden, wenn diese die Feuerstärke übertrifft. Passiert dies nicht, brennen sie bis zur Straßenkreuzung und verlöschen dort. Zum Ende der Ereignisphase rückt der Monatsmarker um ein Feld vor und die nächste Runde beginnt.

### Frühjahrsfest und Endwertung
Nach dem 12. Monat werden alle Händlerkarten entfernt und die Oyakata-Figuren kommen vom Feld. Es folgt eine 13. Runde mit dem Neujahrsfest, in der nur eine Aktionsphase in der Spielerreihenfolge entsprechend der Brandwehrstärke gespielt wird. Jeder Spieler kann in dieser Phase seinen Oyakata direkt auf einem beliebigen Feld einsetzen und dort Geschäfte tätigen. Nach dieser Runde kommt es zur Endwertung.
Zur Wertung werden alle Figuren und Karten vom Spielplan entfernt. Die aktiven Händler werden oberhalb des Spielertableaus platziert und anhand des Punkteblocks werden die Siegpunkte in Form von Iki ermittelt. Dabei werden auf die bereits im Spiel gewonnenen Iki weitere ergänzt für die Händlervielfalt abhängig von der Anzahl unterschiedlicher Händlertypen, für die Fische und Tabaksbeutel, für Gebäude und für Ressourcen. Gewinner ist der Spieler, der nach der Wertung die meisten Punkte hat.

## Ausgaben und Rezeption
Iki wurde von dem japanischen Spieleautor Koota Yamada auf der Basis des ebenfalls von ihm entwickelten und in seinem Eigenverlag イマジンゲームズ (imagine GAMES) publizierten Spiel Edo Craftsman Story aus dem Jahr 2014 entwickelt und erschien 2015 in einer ersten multilingualen und einer englischen Version bei UTSUROI in Japan. 2021 brachte der Verlag Sorry We Are French eine grafisch überarbeitete Version auf Englisch und Französisch auf den Markt, die 2022 international bei verschiedenen Verlagen erschien. In Deutschland erschien eine Version bei Giant Roc, daneben gibt es Versionen auf Russisch, Portugiesisch, Polnisch, Ungarisch, Italienisch, Spanisch, Niederländisch und Chinesisch.
Das Spiel wurde in zahlreichen Rezensionen überwiegend positiv beschrieben. Der Spielekritiker Udo Bartsch bezeichnet es als „reizvoll“ und schrieb zu dem Spiel, „die Hauptmechanismen sind unverbraucht und bewirken, dass wir auch miteinander spielen, nicht nur nebeneinander.“ Bei spielkultisten.de bescheinigt der Rezensent dem Spiel, es sei „nicht nur optisch sehr gelungen. Es ist abwechslungsreich und fordert oftmals eine gute Planung, auch was die Mehrheiten-Wertungen angeht. (…) Das Konzept fühlt sich erfrischend neu an, sodass ich diese optisch aufgehübschte und erstmals in deutscher Sprache erhältliche Neuauflage sehr begrüße.“
Das Spiel wurde 2022 für das französische Spiel des Jahres (As d’Or – Jeu de l’Année) nominiert. Im Mai 2023 wurde es zudem neben Challengers! und Planet Unknown für das Kennerspiel des Jahres nominiert. Die Jury des Spiel des Jahres schrieb dazu:

„Eingebettet in ein historisches Szenario, ist „Iki“ für sein Genre ungewöhnlich interaktiv: Wer die Läden der anderen besucht, bringt ihnen Vorteile – und wer Kundschaft anlocken will, muss begehrte Güter bieten. Der innovative Einsatz der Zugreihenfolge ist ebenso überzeugend wie die dynamische Entwicklung der Optionen auf dem sehr atmosphärischen Plan. Die elegant ineinandergreifenden Mechanismen passen gut zum namensgebenden ästhetischen Ideal.“

## Belege
1. 1 2 3 4 5 6 7 8 9 10 11 12  
Offizielle Spielregeln für Iki, Giant Roc 2022.
2. ↑  
Versionen von Iki in der Spieledatenbank BoardGameGeek (englisch); abgerufen am 8. Juli 2023.
3. ↑  
Udo Bartsch: Iki, Rezension auf dem Blog „Rezensionen für Millionen“, 6. Dezember 2022; abgerufen am 8. Juli 2023.
4. ↑  
Iki, Rezension auf dem Blog „Spielkult“, 11. Dezember 2022; abgerufen am 8. Juli 2023.
5. 1 2  
  - Iki auf der Website des Spiel des Jahres e.V.; abgerufen am 8. Juli 2023.